# Saxton (Pennsylvanie)
Pour les articles homonymes, voir Saxton.
Saxton est un borough situé au nord-est du comté de Bedford, en Pennsylvanie, aux États-Unis,. En 2010, il comptait une population de 736 habitants.

## Démographie
Lors du recensement de 2010, le borough comptait une population de 736 habitants. Elle est estimée, le 1er juillet 2019, à 677 habitants.

### Source de la traduction
- (en) Cet article est partiellement ou en totalité issu de l’article de Wikipédia en anglais intitulé « Saxton, Pennsylvania » (voir la liste des auteurs).